# Doble juego (novela)
Doble juego (2000). Narración del novelista británico Ken Follett ambientada en el año 1958 coincidiendo con el lanzamiento del Explorer I, primer satélite espacial norteamericano.

## Argumento
Historia de espionaje entre las dos superpotencias existentes anteriormente a la caída del muro de Berlín: Estados Unidos y la Unión Soviética.
Los primeros lanzamientos de satélites espaciales en la historia de la humanidad estaban siendo llevados a cabo con éxito por los soviéticos. Los americanos tratan denodadamente por demostrar que la carrera espacial no ha hecho nada más que comenzar por medio de poner en órbita al Explorer I. Pero en el caso de que el lanzamiento fracase, la evolución de la ciencia espacial en Estados Unidos se vería seriamente dañada por la paralización que vendría como consecuencia.
Luke es un científico espacial que descubre un complot para hacer que fracase el lanzamiento. Cuando trata de hacer saber al Pentágono el hecho, es interceptado por agentes dobles que le someten a un tratamiento que le provoca una amnesia con pérdida definitiva de la memoria.
Ahí comienza una narración en la que se mezclan espionaje industrial,  relaciones amorosas, matrimoniales y de amistad que evoluciona contra reloj hasta el definitivo lanzamiento del ingenio espacial.
- Datos: Q1171758